# Hôtel Pétremand
L'hôtel Pétremand est un hôtel particulier du XVIIIe siècle situé 2 petite-rue du Palais dans le quartier du Vieux-Vesoul, à Vesoul, dans la Haute-Saône.
Le balcon est inscrit aux monuments historiques depuis le 28 octobre 1991.

## Histoire
L'hôtel Pétremand a été construit entre 1769 et 1773.

## Galerie

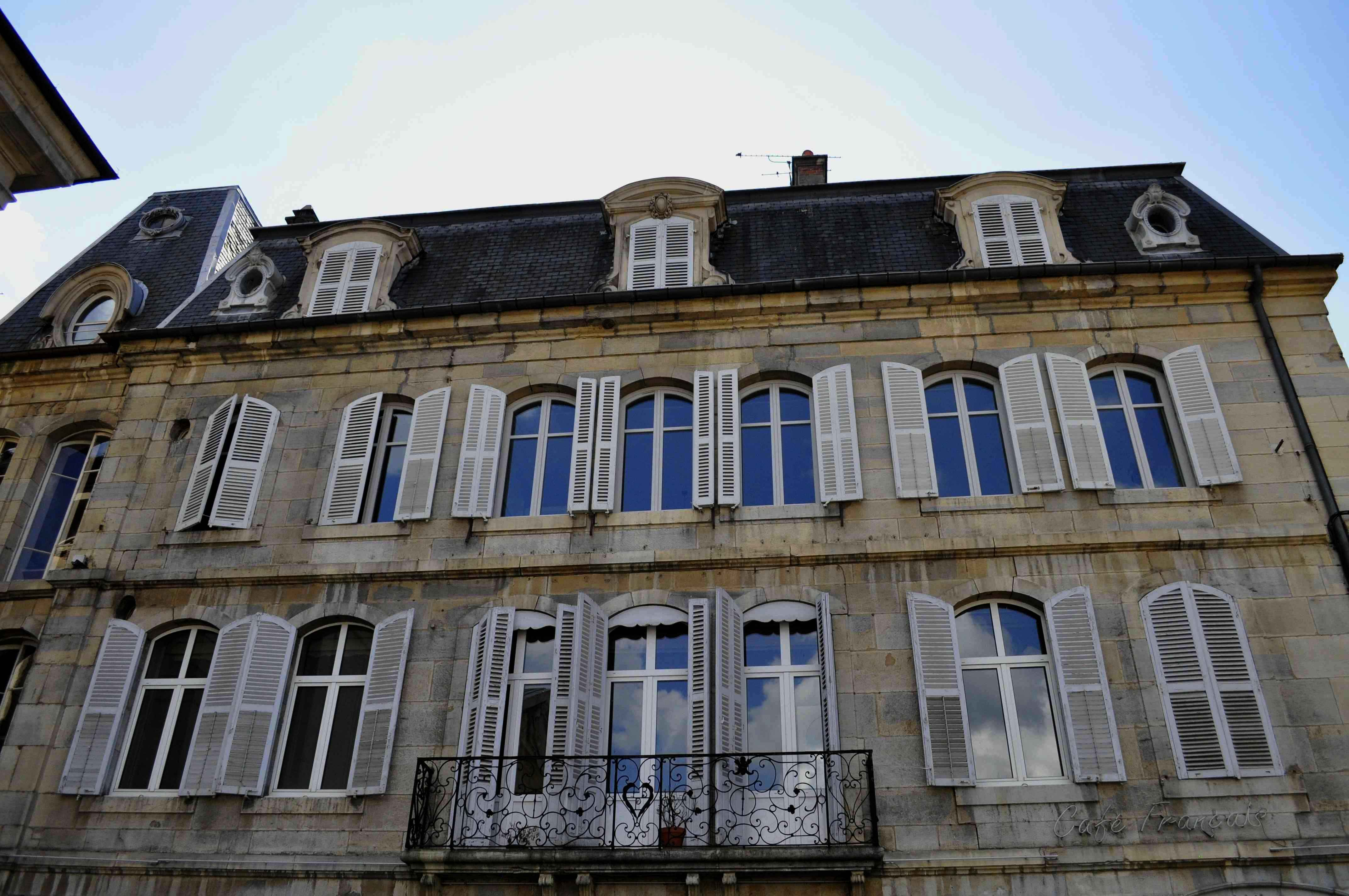
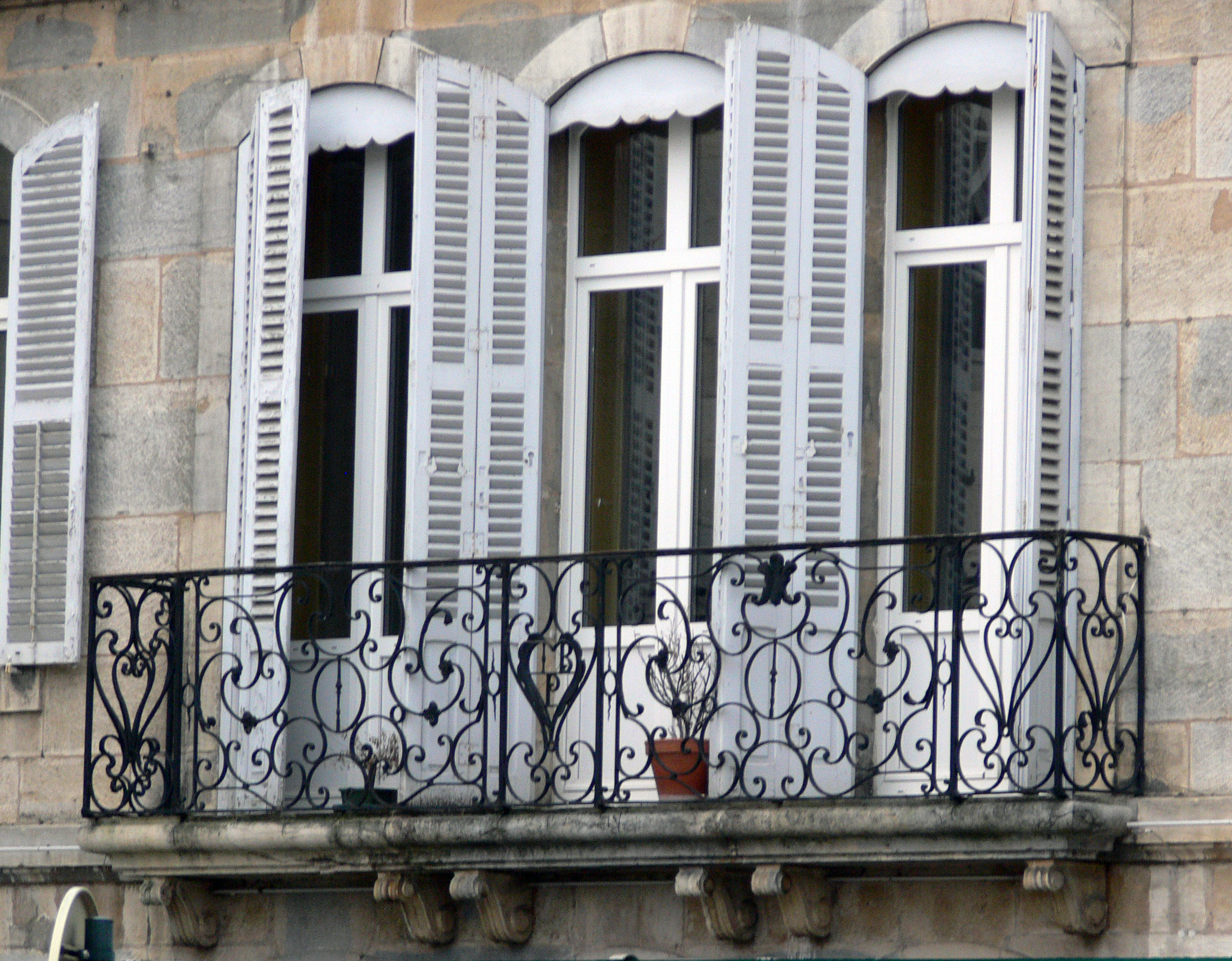